# Caliraja rhina
Caliraja rhina  (Syn.: Beringraja rhina, Raja rhina) ist ein Vertreter der Echten Rochen (Rajidae), der im nordöstlichen Pazifik an der Westküste Nordamerikas vom Navarin Canyon in der Beringstrasse und der Aleuteninsel Unalaska bis auf die Höhe der Isla de Cedros vor der Küste Niederkaliforniens vorkommt.

## Merkmale
Caliraja rhina wird 1,40 Meter lang und hat ein ungewöhnlich spitzes Rostrum das dem ganzen Tier, von oben gesehen, das Aussehen einer breiten Pfeilspitze gibt und weshalb er in Nordamerika „Longnose skate“ genannt wird. Die Vorderkante der Körperscheibe verläuft konkav nach innen. Auf der Mitte des Schwanzes befindet sich eine Reihe von zwanzig scharfen Dornen. Ein oder zwei weitere Dornen befinden sich hinter den Augen, je eine weitere Dornenreihe am inneren Augenrand. Die Rückenflosse ist klein und befindet sich weit hinten auf dem Schwanz, die Schwanzflosse ist zu einem niedrigen Kamm reduziert. Auf jeder Schwanzseite befindet sich ein fleischiger Grat. Die Bauchflossen sind sehr tief eingeschnittenen. Die Oberseite von Beringraja rhina ist braun mit einem dunklen Augenfleck an jeder Brustflossenbasis und eventuell einigen hellen Flecken dahinter. Die Bauchseite ist schlammfarben, bläulich, grau oder hellbraun mit kleinen braunen Flecken auf dem vorderen Teil.

## Lebensweise
Caliraja rhina lebt in Tiefen von neun bis unter 1000 Metern auf sandigen und schluffigen Meeresböden. Er gräbt sich oft vollständig in den Boden ein. Wie alle Echten Rochen ist er eierlegend (ovipar). Die Eier sind raue, längliche Hornkapseln die 9,4 bis 13 cm lang und 5,7 bis 7,7 cm breit sind und an den Ecken mit steifen spitzen Hörnern versehen sind.